# Anisodontea pseudocapensis
Anisodontea pseudocapensis är en malvaväxtart som beskrevs av D. M. Bates. Anisodontea pseudocapensis ingår i släktet rumsmalvor, och familjen malvaväxter. Inga underarter finns listade i Catalogue of Life.